# Salicylan metylu
Salicylan metylu – organiczny związek chemiczny z grupy estrów, ester metylowy kwasu salicylowego. Bezbarwna lub żółtawa ciecz o silnej, charakterystycznej woni. Związek znalazł zastosowanie w lecznictwie. Stosowany miejscowo na nieuszkodzoną skórę jako lek przeciwbólowy, przeciwzapalny i rozgrzewający. Używany również jako półprodukt w różnych syntezach chemicznych. Jest składową farmakopealnych preparatów galenowych: maści z salicylanem metylu oraz balsamu mentolowego złożonego.
Preparaty
- Methylum salicylicum (Caelo Caesar & Loretz GmbH – Niemcy) 100 ml (118 g) i 250 ml (295 g) – surowiec farm. do receptury aptecznej
- Balsamum Mentholi compositum (Chema-Elektromet Rzeszów) maść 30 g (preparat zawiera: salicylan metylu 6 g, mentol 0,75 g, lanolina bezwodna 11,625 g, wazelina żółta 11,625 g)
- Kosmodisk maść 30 g (preparat zawiera: salicylan metylu 3 g, kamfora 0,3 g, olejek sosnowy 0,15 g, olejek terpentynowy 0,15 g, podłoże maściowe do 30 g)
- Ben-Gay (McNeil Products Limited) maść przeciwbólowa 35 g; 1 g maści zawiera: salicylan metylu 150 mg + mentol 100 mg